# Сензитивный период
Сензитивный период развития (встречается также сенситивный) — период в жизни человека, создающий наиболее благоприятные условия для формирования у него определенных психологических свойств и видов поведения.
Сензитивный период — период наивысших возможностей для наиболее эффективного развития какой-либо стороны психики. Например, сензитивный период развития речи — от полутора до 3 лет.
Известный своей авторской методикой раннего развития итальянский педагог Мария Монтессори выделяла следующие сензитивные периоды развития:
- Сензитивный период развития речи (0-6 лет)
- Сензитивный период восприятия порядка (0-3 года)
- Сензитивный период сенсорного развития (0-5,5 лет)
- Сензитивный период восприятия маленьких предметов (1,5-6,5 лет)
- Сензитивный период развития движений и действий (1-4 года)
- Сензитивный период развития социальных навыков (2,5-6 лет)